# قرار مجلس الأمن التابع للأمم المتحدة رقم 1339
قرار مجلس الأمن التابع للأمم المتحدة 1339، الذي اتخذ بالإجماع في 31 يناير 2001 ، بعد إعادة تأكيد جميع القرارات المتعلقة بأبخازيا وجورجيا ، ولا سيما القرار 1311 (2000) ، مدد مجلس الأمن ولاية بعثة مراقبي الأمم المتحدة في جورجيا حتى 31 يوليو 2001.
وفي ديباجة القرار ، شدد المجلس على أن عدم إحراز تقدم في التوصل إلى تسوية بين الطرفين أمر غير مقبول. وظلت الحالة هادئة على الرغم من أن منطقة النزاع ما زالت متقلبة ، وأن بعثة مراقبي الأمم المتحدة في جورجيا وقوات حفظ السلام التابعة لرابطة الدول المستقلة قد قدمت إسهامات هامة في سبيل تحقيق الاستقرار في المنطقة.

## وصلات خارجية
- Text of the Resolution at undocs.org